# Thrissur Magic Football Club
Il Thrissur Magic Football Club è una società calcistica indiana con sede nella città di Thrissur, nel Kerala, che milita nella Super League Kerala dal 2024.

## Allenatori e presidenti
| Allenatori - 2024-2025 Giovanni Scanu - 2025-attuale Andrej Černyšov | Presidenti - 2024-attuale Listin Stephen |

## Organico

### Rosa
| N. |                    | Ruolo | Calciatore      |
| -- | ------------------ | ----- | --------------- |
| 1  | India (bandiera)   | P     | Sanjiban Ghosh  |
| 3  | India (bandiera)   | D     | Injamamul Hok   |
| 4  | India (bandiera)   | D     | Dany Y          |
| 5  | India (bandiera)   | D     | Sujith VR       |
| 7  | India (bandiera)   | C     | Abhijit Sarkar  |
| 8  | India (bandiera)   | C     | Arjun MM        |
| 9  | Brasile (bandiera) | A     | Uelber          |
| 10 | Brasile (bandiera) | A     | Marcelo Toscano |
| 11 | Brasile (bandiera) | A     | Alex Priscila   |
| 12 | India (bandiera)   | C     | Vishnu Rajesh   |
| 13 | India (bandiera)   | C     | C.K. Vineeth    |
| 14 | India (bandiera)   | C     | Ashif PA        |
| 15 | India (bandiera)   | P     | Soram Poirei    |
| 17 | India (bandiera)   | A     | Anurag PC       |

| N. |                    | Ruolo | Calciatore                |
| -- | ------------------ | ----- | ------------------------- |
| 18 | India (bandiera)   | C     | Adil P                    |
| 19 | India (bandiera)   | C     | M Muhammed Safnad         |
| 20 | India (bandiera)   | D     | Muhammed Jaseel K         |
| 21 | India (bandiera)   | C     | Younus Rafeeq Kinaramakal |
| 22 | India (bandiera)   | D     | Hendry Antonay            |
| 23 | India (bandiera)   | P     | Jaimy Joy                 |
| 24 | India (bandiera)   | D     | Jestin George             |
| 25 | India (bandiera)   | C     | Gifty Gracious            |
| 26 | India (bandiera)   | C     | Abhijit Sarkar            |
| 27 | Brasile (bandiera) | D     | Maílson                   |
| 28 | India (bandiera)   | D     | Shamnad KP                |
| 29 | Camerun (bandiera) | C     | Atimele A. Beleck         |
| 83 | Brasile (bandiera) | C     | Lucas Góes                |

### Staff tecnico
- Andrej Černyšov - Allenatore
- Jo Paul Ancheri - Vice allenatore
- Sharath Kuniyil - Allenatore portieri
- Sushanth Mathew - Direttore sportivo